# KP-Meppel
De KP-Meppel of Meppeler Knokploeg was een verzetsbeweging tijdens de Tweede Wereldoorlog. 
In feite waren er in en rond Meppel meerdere verzetsgroepen actief van wie de werkzaamheden elkaar sterk overlapten; de titel is dus een verzamelnaam.
Hoofddoel was de hulp aan onderduikers met alles wat daarbij hoorde (het verkrijgen van persoonsbewijzen, distributiebonnen), daarnaast hield men zich bezig met alle mogelijke illegale activiteiten, van de verspreiding van bladen als Vrij Nederland en Trouw tot de vervolging van NSB'ers en de liquidatie van tegenstanders. Ook werden sabotagedaden gepleegd.

## Groep-van Spijker
Al in de zomer van 1940 richtte Albert van Spijker een afdeling van de Ordedienst op. De OD had als doelstelling de ordehandhaving na de Duitse capitulatie, maar in de regio besloot men daar niet op te wachten. Van Spijkers groep bedreef militaire spionage voor de Engelsen en breidde haar werkzaamheden spoedig uit. In 1941 benoemde hij Willem Frederik Jonkman en Hendrik Thalen tot wijkcommandant.
De groep organiseerde zich volgens een cellenstructuur om zo weinig mogelijk risico te lopen, wat niet wegnam dat er contacten waren met andere Meppelse verzetsgroepen. De tabakswinkel van Jan van Mechelen was een trefpunt, waar ook andere verzetsstrijders elkaar ontmoetten. Zo kreeg Van Spijker veel hulp van de latere KP'er Dirk Heerlijn en de pilotenhelper Peter van den Hurk.

## Groep-Jan Gunnink
Een tweede groep werd in 1941 opgezet door Jan Gunnink ofwel "Ome Hein". Zijn drie zoons Klaas, Hendrik en Gerrit en Gerrit de Boer waren er lid van. Zij begonnen met de distributie van illegale bladen en hulp aan joodse onderduikers, maar het werk breidde zich uit. Begin augustus 1943 werden na infiltratie door een V-mann bij het station van Zwolle acht leden gearresteerd, die daags erna werden terechtgesteld.
In 2009 kwam de groep opnieuw in het nieuws nadat lid Gerrit Gunnink onthulde dat de groep verantwoordelijk was voor de liquidatie van Pieter Hoppen.

## Groep-Gerrit de Boer
Na de April-meistaking van 1943 richtte Gerrit de Boer een nieuwe groep op, waaraan behalve de drie zoons van Jan Gunnink, Albert Rozeman, Jan Naber, Fokke Jagersma en Henk Potman deelnamen. Deze groep sloot zich aan bij de Landelijke Knokploegen (LKP); Jan Gunnink werd commandant van de KP-Meppel. Een deel van deze groep pleegde in november 1943 een overval op een politiebureau in 's-Hertogenbosch, waarbij een partij revolvers werd buitgemaakt.
Jan Naber en Albert Rozeman werkten ook veel als duo, of namen deel aan de knokploeg van Johannes Post. Zij noemden zich "de NV" naar hun verzetsnamen Nico en Victor. Met Henk Raak pleegden zij een geslaagde overval op het hoofdpostkantoor van Hoogeveen; ook diens zuster Jannie zat in het verzet.

## Laatste oorlogsjaar
Op 18 december 1944 werden, opnieuw door verraad, zeven leden door de Sicherheitsdienst gearresteerd. Dit waren Peter van de Hurk en zijn latere echtgenote Hermina Nip, Roelof Sieben, Margje de Jong, Henri Daneel, Hendrik Hendriks, en Harm Kraal. In totaal waren er veertien gevangenen in de cellen. De zeven die om andere redenen waren opgesloten, bleven naar eigen wens in hun cellen zitten. Van den Hurk wist een briefje naar buiten te smokkelen, waarop "Ome Hein" (Jan Gunnink sr.) samen met Willem de Bruin, W. van Setten, Roelof Dikkers, Thijs Rijkmans en Gerrit de Boer op 24 december een bevrijdingsactie op touw zette. De actie slaagde, maar in het vuurgevecht werd een van de overvallers, Gerrit (verzetsnaam "Willy") de Boer, dodelijk getroffen. Ook werd politieagent Jacob Petter dodelijk getroffen, terwijl agent Pieter Huisman zwaar werd gewond. De meeste overgeblevenen overleefden de oorlog.
Als geheel behoorde het Meppelse verzet tot de actiefste en felste groepen tijdens de oorlog.
Er was kritiek op hun werkwijze; de top van de LKP vond hun methoden roekeloos en twijfelde aan het nut van sommige acties; het feit dat zij verkregen bonnen liever voor hun eigen achterban bewaarden dan de overschotten door te geven, werd hen niet in dank afgenomen. Niettemin was de zuidwesthoek van Drenthe een verzetshaard die door de Duitsers uiterst moeilijk te bestrijden was. In 2006 heeft Gerrit Gunnink het boek "De Knokploeg" geschreven, waarin hij op aangrijpende wijze zijn belevenissen bij de Meppeler KP beschrijft.